# Cerdaia
Cerdaia is een kevergeslacht uit de familie van de boktorren (Cerambycidae). De wetenschappelijke naam van het geslacht werd voor het eerst geldig gepubliceerd in 2006 door Monné.

## Soorten
Cerdaia omvat de volgende soorten:
- Cerdaia lunata (Germain, 1898)
- Cerdaia testacea (Cerda, 1980)